# Leonardo da Cutri
Giovanni Leonardo di Bona, también conocido como Giovanni Leonardo da Cutri, Giovanni Leonardo da Cutro, o simplemente Leonardo da Cutri, y apodado Il Puttino (Cutro, 1533-id., 2 de agosto de 1578) fue un ajedrecista italiano.

## Biografía
Leonardo da Cutri fue apodado «Il Puttino» por su escasa estatura. Estudió leyes en Roma, y en esa época se batió por primera vez con Ruy López de Segura, perdiendo dos veces ante él. Tras la derrota se fue a Nápoles donde se adiestró en el juego durante dos años con Paolo Boi. Era considerado como el mejor jugador de Italia.
Se cuenta que volvió a Cutri porque su hermano había sido capturado por los sarracenos. Leonardo propuso al jefe de los piratas jugarse la liberación de su hermano al ajedrez. No sólo ganó la libertad de su hermano sino que también sacó 200 ducados que el pirata se atrevió a apostar. Tras esta hazaña se fue a Génova y de ahí a Madrid, donde jugó el famoso encuentro patrocinado por Felipe II: en 1575, Felipe II le invitó a un torneo en su corte y así se reunieron en El Escorial los mejores ajedrecistas italianos de su época: Leonardo da Cutri y Paolo Boi, junto con los españoles Ruy López y Alfonso Cerón, de Granada. Esta prueba es calificada por los historiadores como el primer torneo internacional de maestros y la primera en ser documentada.
El torneo lo ganó Leonardo da Cutri y recibió como premio mil ducados, una capa de armiño y su lugar de nacimiento (en Calabria, reino de Nápoles, parte de los dominios de la monarquía hispánica), estuvo exento de pagar tributos durante veinte años. Felipe II envió sus felicitaciones a Juan de Austria en una carta fechada el 22 de agosto de 1575.
Volvió a Italia y se enteró de la muerte de su mujer. Ante la pena partió para Lisboa, donde se enfrentó a los mejores jugadores de Portugal ante el rey don Sebastián. Tras su periplo regresó a Italia rico, y murió a los 45 años de edad.